# Castelo dos Este
O Castelo dos Este (em italiano:  Castello Estense ou Castello di San Michele), é o principal monumento de Ferrara. É um edifício de ladrilho com planta quadrada, dotado de quatro torres defensivas e rodeado por um fosso de água. O castelo esta situado no centro da cidade. Durante os séculos XV e XVI estadiou uma coleção extraordinária de pinturas, que logo se dispersou.

## A Família Este
Os Este, cujo sobrenome da homônima cidade de Veneto, seu feudo, eram de origem antiquíssima. As primeiras notícias são do século IX (A.D.). O marquês Azzo VI, em consequência de trocas internas em Ferrara, ficou apoiando os guelfos da cidade. Obizzo II, ainda criança, foi nomeado Senhor Perpétuo em 7 de fevereiro de 1264; nos anos seguintes obteve o mesmo título em Módena e Reggio. Com o passar do tempo, longas lutas ferozes achegaram, mas no final do século XIII se podia dizer que seu poder estava completamente consolidado. Então o senhorio Estense se transformou em uma cidade tão relevante que era um dos centros culturais e políticos da Europa.
Nicolau III d'Este foi o fundador do prestígio internacional da família: hábil político e astuto diplomático, foi escolhido como arbitro em numerosas disputas  entre Estados e em 1438 organizou um Concílio Ecumênico. Leonello, aluno de Guarino Veronese, foi um refinado intelectual, amigo de artistas e letrado, enquanto seu sucessor, Borso, foi o primeiro a obter, por parte do Sacro Imperador e do Papa, um título ducal.
Hércules I, foi um dos mais relevantes mecenas da Europa: protegeu a música na Corte acolheu inúmeros músicos da época; fomentou o teatro, amou a arquitetura e a ele se deve a construção em inúmeras localidades do norte de Ferrara, projetada por Biagio Rossetti. Sua esposa, Eleonora de Aragão, foi uma sensata administradora do Estado. Afonso I, sempre ocupado com as guerras, não deixou de lado as artes. Sua segunda esposa, Lucrecia Bórgia, adquiriu a fama de mulher sensata e honrada. Hércules II, marido de Renata de França, teve que enfrentar o difícil período da Reforma Protestante.
Afonso II marcou a decadência e o fim do poder dos Este em Ferrara. Entretanto, sob seu principado a corte foi particularmente suntuosa e a vida cultural muito viva, guiada especialmente pelas mulheres da família: irmãs do Duque, Eleonora e Lucrecia, e sua terceira esposa, Margarida Gonzaga.
Falecido Afonso II d'Este e sem herdeiros diretos, subiu ao poder seu primo César que descendia de Afonso I com, sua amante, Laura Dianti. Por isso, o Papa Clemente VIIInão reconheceu o seu direito sobre o Ducado de Ferrara reanexada aos Estados Pontifícios. O Duque César, abandonado por todos, deixou o Ducado em janeiro de1598, acompanhado por sua família, e dirigiu-se a Módena, sua nova capital. Não pode levar a coleção de arte, assim dois famosos quadros de Tiziano (A Bacanal e Oferenda a Vênus) foram requisitados pelo representante do Sumo Pontífice.
Atrás de si, os Este deixavam a memôria de uma corte que houvera sido uma das mais importantes da Europa. Impossível de nomear todos os personagens  que a frequentaram, basta recordar de alguns artistas importantes. Entre os literatos: Francesco Petrarca, Guarino de Verona, Matteo Maria Boiardo, Ludovico Ariosto, Giovanni Battista Guarini,Giovan Battista Giraldi Cinzio (autor que inspirou Shakespeare) e o autor de La Gerusalemme Liberata Torquato Tasso.
Entre os músicos recordamos:Josquin des Prez, Jacob Obrecht, Adrian Willaert, Cipriano de Rore, Carlo Gesualdo e Luzzasco Luzzaschi.
A pintura teve um grande impulso com as visitas de: Antonio Pisanello, Piero della Francesca e Rogier van der Weyden; se desenvolveu  uma escola local e continuou com as visitas de artistas importantes. Na corte trabalharam: Cosimo Tura, Ercole de' Roberti (chamado de Ercole da Ferrara), Francesco del Cossa, Tiziano,Dosso Dossi, Garofalo,Girolamo da Carpi.
Os arquitetos Leon Battista Alberti e Biagio Rossetti, o mestre da urbanística moderna.
Escultores como Domenico de Paris e Alfonso Lombardi, os tapeceiros de Karcher.

## História do Castelo dos Este
Era 3 de maio de 1385. O povo, que estava exasperado pelos impostos e inundações que o haviam conduzido a ruína, foi ao Palácio do Marquês pedir a entrega de Tommaso de Tortona, o alto funcionário julgado como responsável pela grave situação. Nicolau II d'Este tentou durante todo o dia reprimir os tumultos, mas de noite estava claro que os ânimos continuavam exaltados e que a integridade dos Este estava em jogo. Foi então dada a ordem de convocar Tommaso, o qual foi confessado, comungado e logo entregue a massa que o fez em pedaços.
Tal episódio, resultou, mais tarde, na morte dos chefes do tumulto. Convenceu ao Marquês que o Palácio da família (atual câmara municipal) não era suficiente para garantir a segurança dos Senhores em caso de revolta. Ordenou, para tanto, a construção de uma fortaleza defensiva ao lado norte do Palácio. O encarregado do projeto foi o arquiteto Bartolino de Novara. Este utilizou uma torre que já existia (a Torre dos Leões), que fazia um cinturão mural da época, muito mais ao sul do atual,ne corria, grosso modo, ao longo do atual  Giovecca Corso - Via Cavour. A torre foi unida ao cortina a outras três construídas para o propósito. Entre a Residência Estense e a nova fortaleza foi erguido uma passagem superior (talvez de madeira) para permitir a fuga de um ao outro.
A cidade se expandiu e as muralhas foram movidas, o Castelo perdeu sua função defensiva  e começou  a construção de apartamentos em seu interior, considerado como apêndice do palácio da Corte. A partir do tempo de Hércules I se tem notícias de numerosas construções e apartamentos, ampliações e embelezamento das habitações.
Os trabalhos da definitiva transformação  foi ordenada pelo Duque Hércules II depois que um incêndio, em 1544, havia danificado as habitações existentes. O arquiteto Girolamo da Carpi deu ao Castelop o aspecto externo que vemos hoje, apesar dos interiores terem sido modificada ao longo dos anos inúmeras vezes.
Depois que os Este de foram, em 1598, o Castelo foi convertido em Legados Apostólicos que administravam o território de Ferrara, com duração máxima de quatro anos.
Foram feitas poucas alterações na estrutura do edifício, a mais evidente e a elevação do ´´rivelin´´ norte (atualmente cafeteria). Depois da unificação italiana, o Castelo foi adquirido pela Província, que ainda é sua dona.

## Exterior
O exterior do Castelo tem a forma dada por Girolamo da Carpi, possui três entradas com pontes levadiça, rivelino precedido de alvenaria. O quarto leste foi sacrificado para fazer uma cozinha.  Abaixo a aparência do edifício se assemelha a uma fortaleza medieval, mas acima das ameias carpi, há elegantes terraços de pedra branca, trazendo ao chão coberto por um telhado inclinado. As torres foram estilisadas para a construção de pontos de vista.
O pátio, bastante austero, foi pintado em afrescos, como pode ser vista até mesmo em algumas partes. Em particular, acima de tudo os antepassados (verdadeiros ou lendários) dos Este foram retratados. A sobrevivência dos afrescos em ruínas, pouco legíveis, foram destacados e colocados  sob o pórtico no lado leste do pátio.
Os poços foram destinados ao abastecimento de água em caso de cerco, enquanto as pedras bolas redondas são, em alguma parte, munições de catapulta.

## Galeria

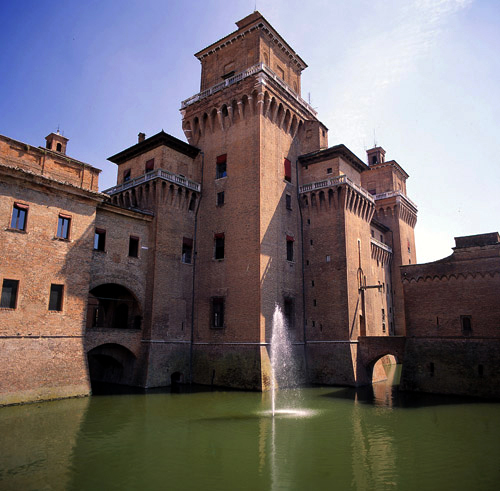
Vista do Castelo pela fonte.
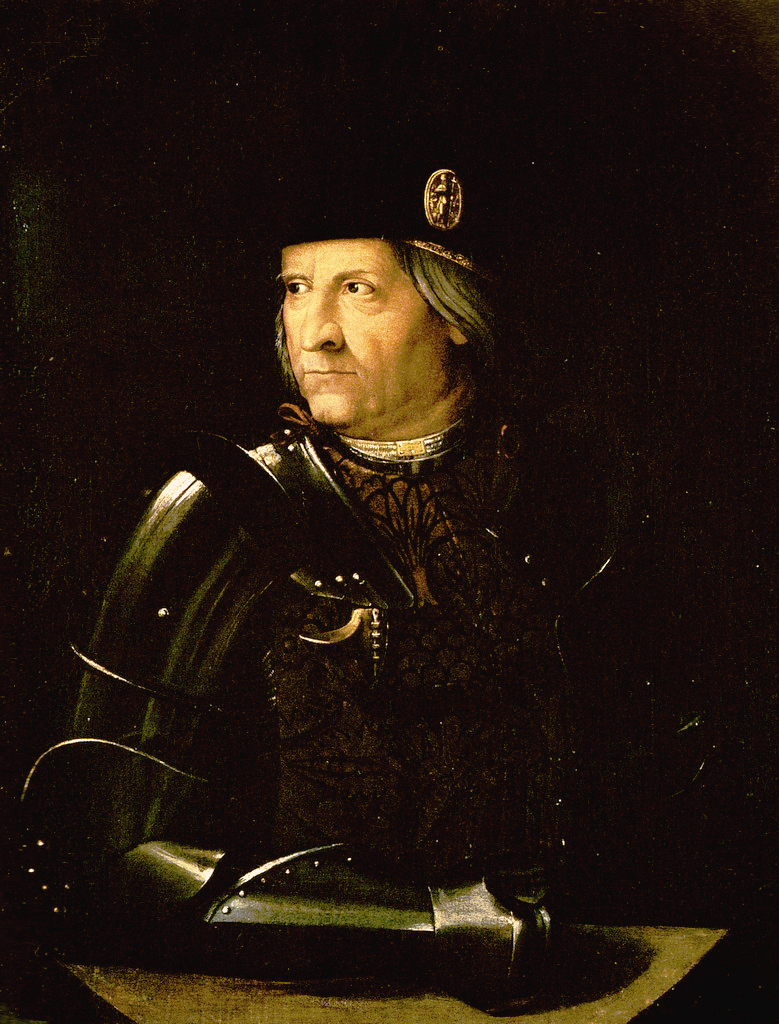
Hércules I.
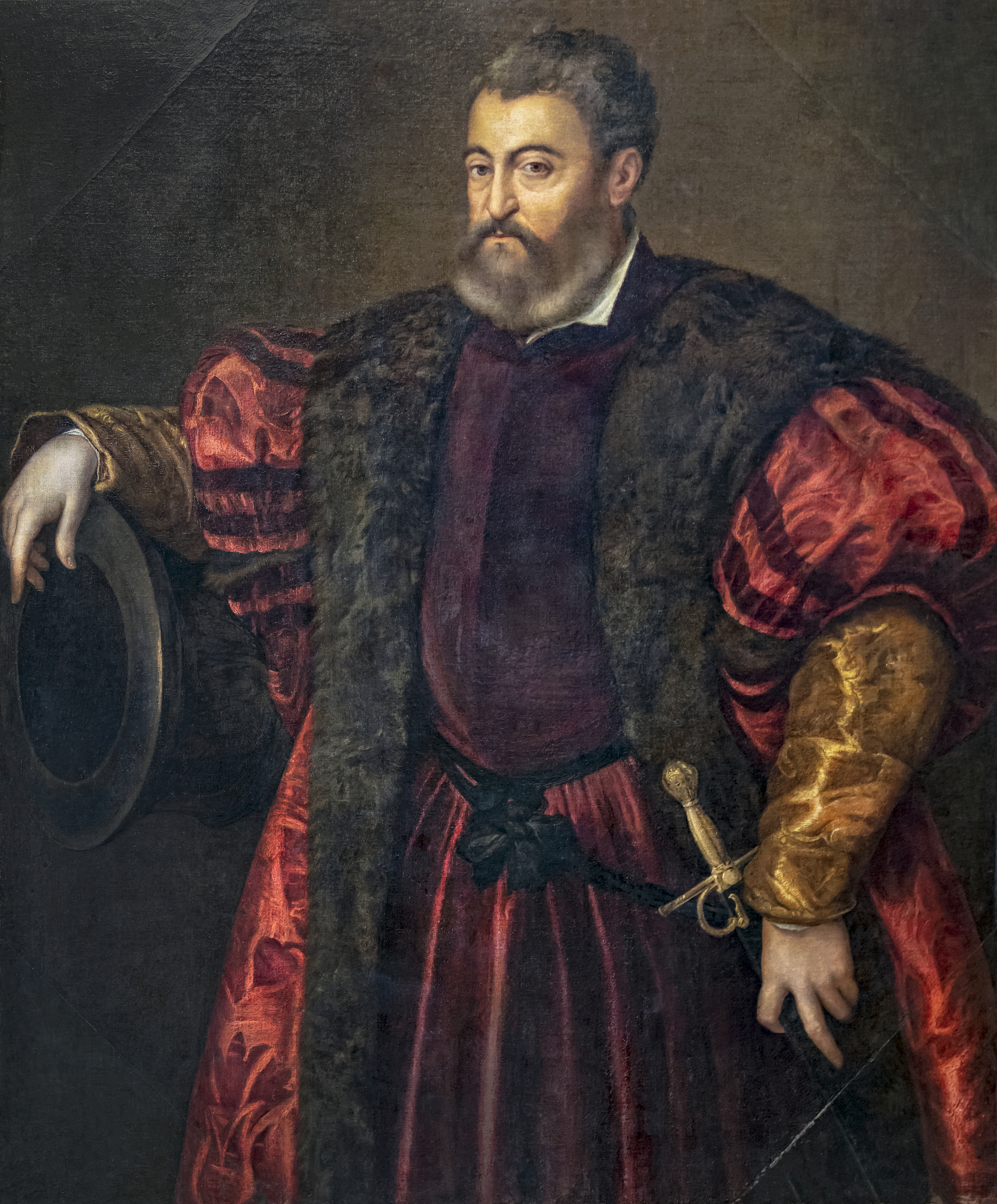
Afonso I.
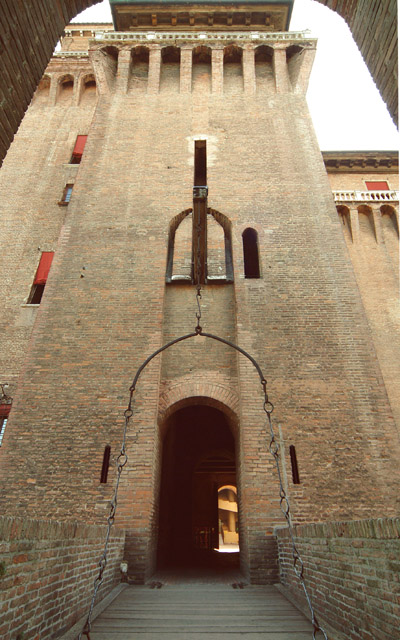
Ponte levadiça.
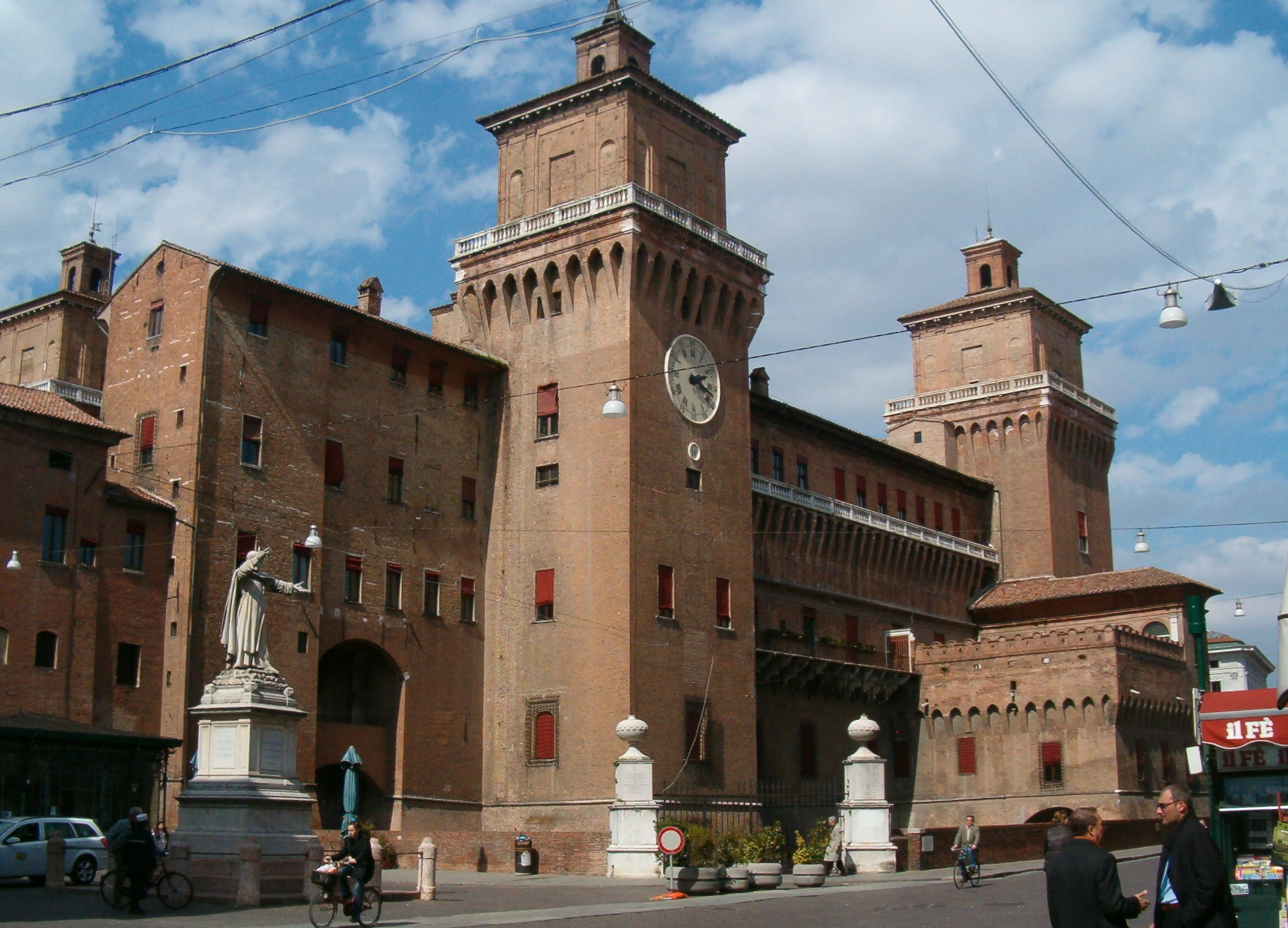
Visão do Castelo a partir da rua.
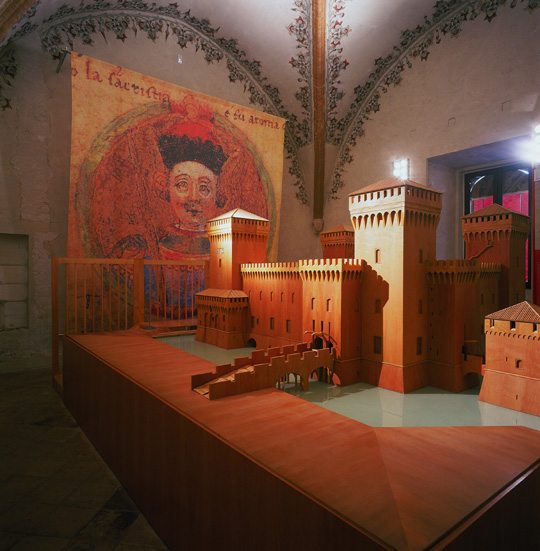
Sala gótica.
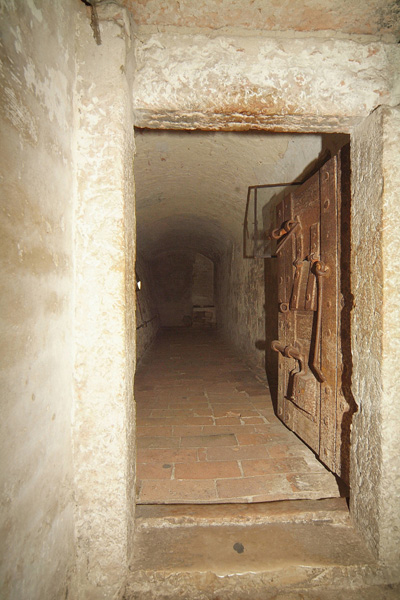
Cela de prisioneiro.
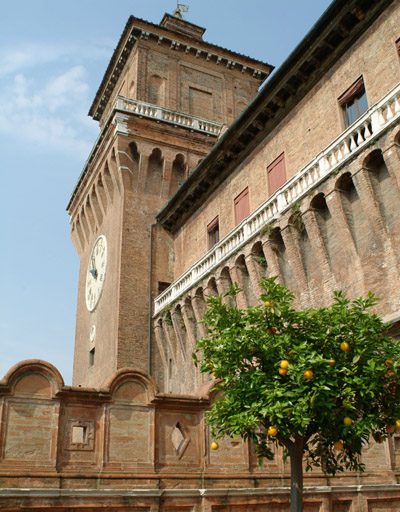
O jardim das laranjas.
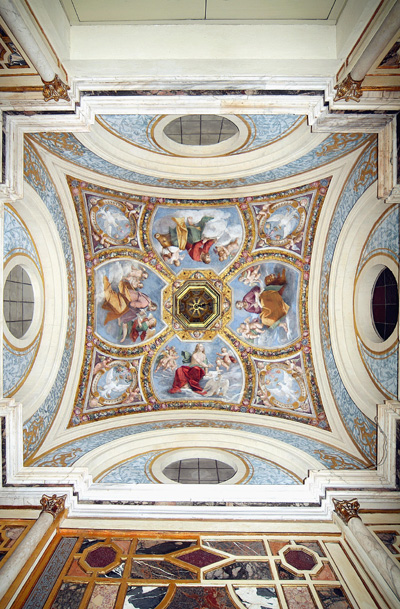
Teto da Capela Ducal.
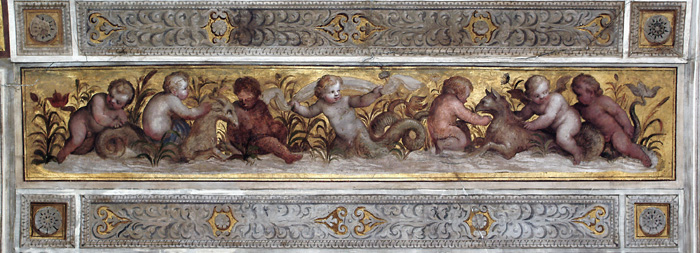
Cena de jogos infantis.
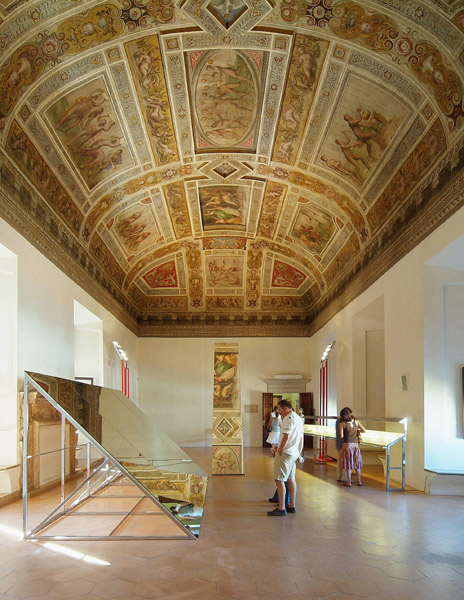
Salão do Giochi.
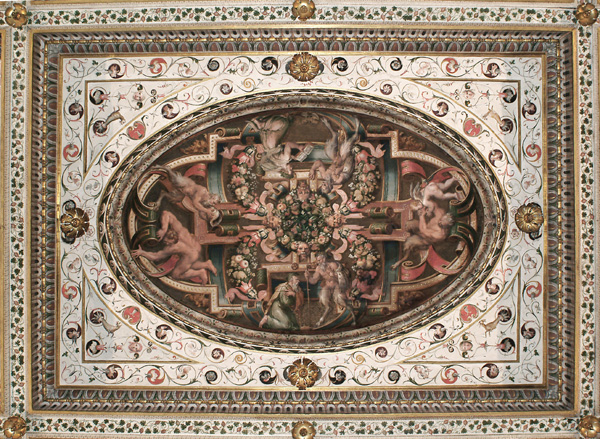
Teto da Sala do Governo.
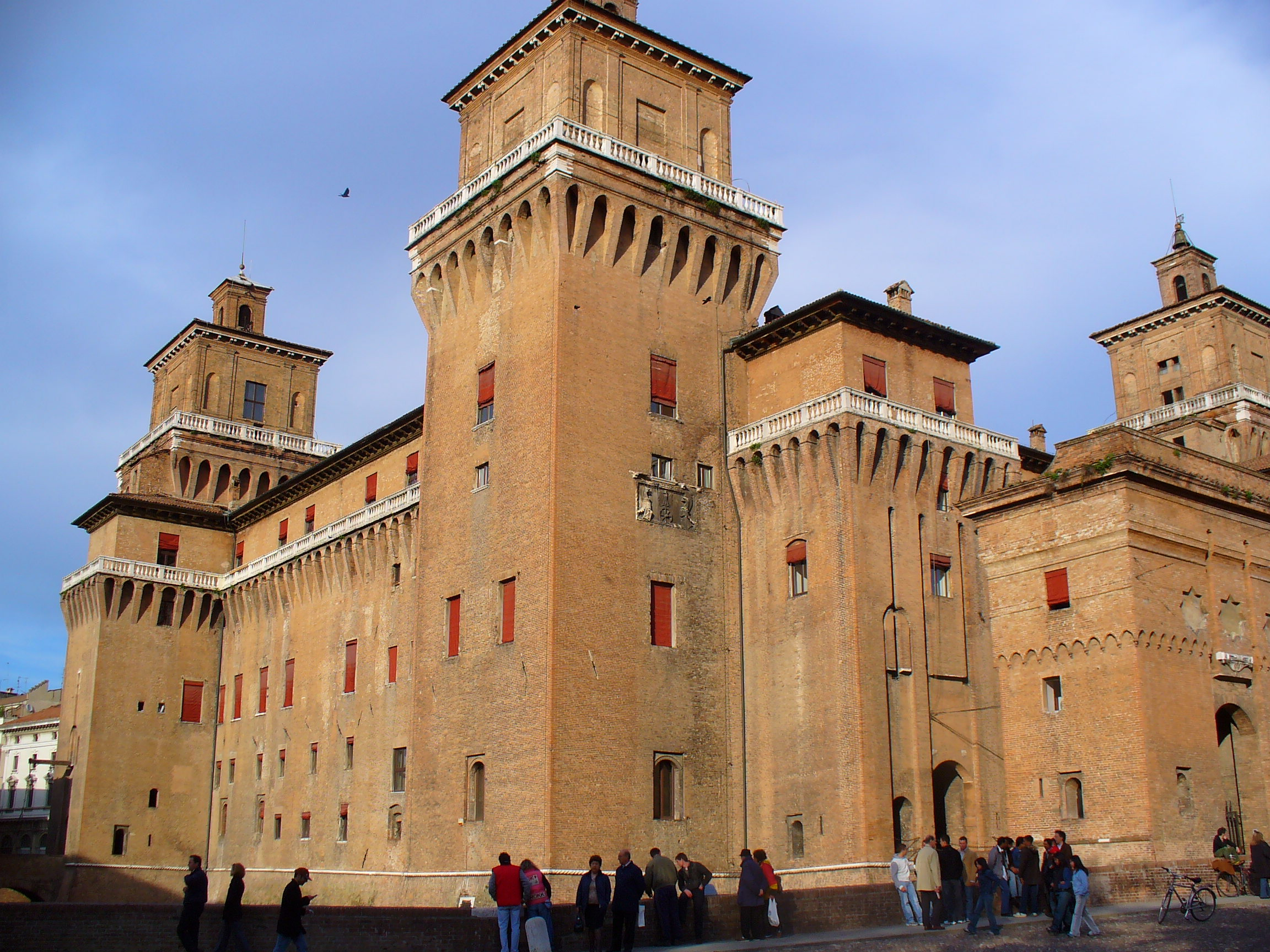
Vista externa do Castelo.
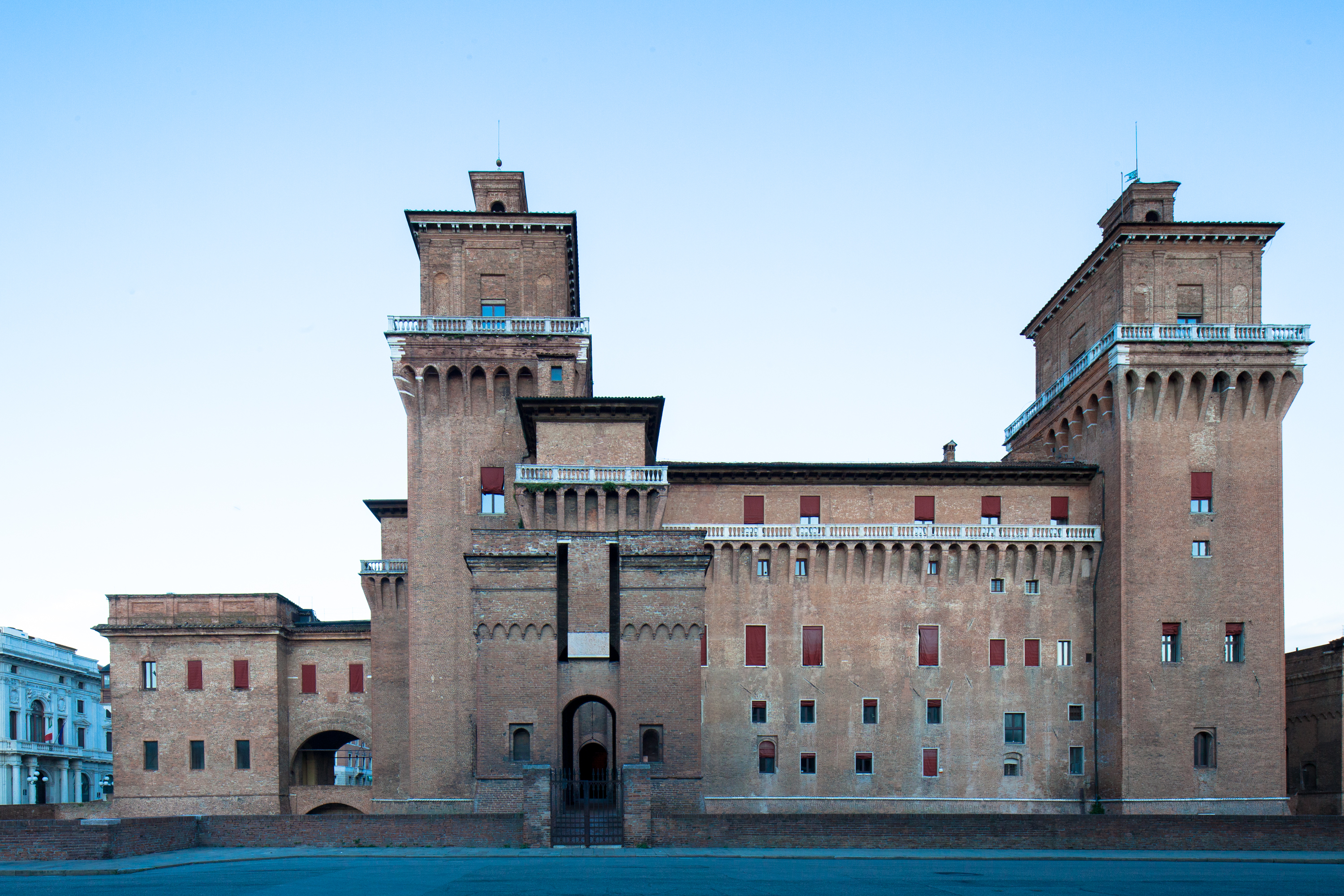
Fachada do Castelo